# Francis Veber
Francis Paul Veber, född 28 juli 1937 i Neuville utanför Paris, är en fransk dramatiker och regissör. 
Veber kommer från en författarfamilj. Han är son till Pierre-Gilles Veber, känd manuskriptförfattare under stumfilmstiden. Fadern var son till farsförfattaren Pierre Veber och systerson till Tristan Bernard, författare och tidningsman, som skrivit romaner och komedier, av vilka flera uppförts i Sverige. Veber har studerat medicin och arbetat som journalist. Han har också skrivit sketcher för Guy Bedos och serier för fransk TV.
Veber fick sitt genombrott som pjäsförfattare med den svarta farsen Le Contrat som hade premiär 1970 i Paris. Den filmades 1973 under titeln L'emmerdeur med Jacques Brel i den ena huvudrollen. År 1981 gjorde Billy Wilder en amerikansk version, Kompis kompis, med Jack Lemmon och Walter Matthau. 2008 uppdaterade Veber sin pjäs och gjorde en ny filmatisering på franska. Le Contrat har spelats i Sverige under titeln Krångel 1971 på Intiman i regi av Jarl Kulle.